# ホムベルク (エフツェ)
ホムベルク (エフツェ) (ドイツ語: Homberg (Efze), ドイツ語発音: [ˈhɔmbɛrk]) は、ドイツ連邦共和国ヘッセン州シュヴァルム＝エーダー郡に属す小都市であり、同郡の郡庁所在地である。ホムベルク/エフツェ、ホムベルク・アン・デア・エフツェとも表記される。この街の名前は、市の高台に当たる円錐形の玄武岩の山上に建つホーエンブルク城 (Hohenburg) に由来する。この街の 30 km 圏内に約 30 万人が住んでいる。

## 地理
ホムベルクは、三畳紀に形成された盆地である西ヘッセン盆地とクニュル山地との移行領域に位置する。市内には数多くの丘陵があるが、その大部分が玄武岩の地盤からなる。クニュル山地から下るエフツェ川がホムベルクを貫いて流れている。この川はシュヴァルム川、エーダー川を経由してフルダ川に注ぐ。この街の周辺からはわずかながら褐炭が産出される。

### 隣接する市町村
ホムベルクは、北はヴァーベルン、フェルスベルクおよびマールスフェルト、東はクニュルヴァルト、南はシュヴァルツェンボルン、西はフリーレンドルフおよびボルケン (ヘッセン)と境を接する（いずれもシュヴァルム＝エーダー郡）。

### 市の構成
ホムベルクは、同名の中核市区の他、以下の市区からなる。
| - アルムーツハウゼン - ベルゲ - カスドルフ - ディッカースハウゼン - ホルツハウゼン - ホムベルクスハウゼン - ヒュルザ - レムバッハ - レンゲマンスアウ - リュッツェルヴィヒ - マールドルフ | - メルスハウゼン - ミュールハウゼン - レルベハウゼン - ローデマン - リュッカースフェルト - ロッパースハイン - ゾントハイム - シュタインドルフ - ヴァスムーツハウゼン - ヴェルフェローデ - ヴェルンスヴィヒ |

ヘッセン州の地域再編に伴って、まず1971年2月1日に、ディッカースハウゼン、ホルツハウゼン・バイ・ホムベルク、リュッツェルヴィヒ、メルスハウゼン、ヴェルフェローデがホムベルク (エフツェ) に合併し、同年10月1日にヴェルンスヴィヒがこれに続いた。さらに12月31日にアルムーツハウゼン（1968年にリュッカースフェルトはこの町に合併していた）、ベルゲ、カスドルフ、ホムベルクスハウゼン、ヒュルザ、レムバッハ、マールドルフ、ミュールハウゼン、レルベハウゼン、ローデマン、ロッパースハイン、ゾントハイム、シュタインドルフ、ヴァスムーツハウゼンが合併した。市の行政中心はホムベルク (エフツェ) に置かれた。

## 歴史
ホムベルクは、ヘッセン＝テューリンゲン方伯によって創設され、1231年に最初の文献上の記録が遺されている。これに基づき、1231年がこの町の創設の年とされている。地名は、ホムベルクの高台に位置するホーエンブルク城に由来する。隣接するフリッツラーを拠点とするマインツ大司教に対して、方伯の支配権を防衛し、強固にするために、コンラート伯とその後継者たちはこの街を保護した。エフツェ川沿いの草地は、昔から、ランゲ・ヘッセン（フランクフルトからライプツィヒ）とクルツェ・ヘッセン（フリッツラーからホムベルクを経てヘルスフェルト）の2本の交易路が交差する戦略上重要な防衛拠点であった。1231年にはすでに城の麓に、現在の旧市街を含む「オーバーシュタット（上の街）」とウンターシュタット（下の街）にあたる「フライハイト」からなる二重都市が形成されていた。1296年にはゲズンゲン近郊のエッペンベルク修道院のプレモントレ会女子修道士がホムベルク修道院を設立した（聖ゲオルク修道院教会）。
1356年から1536年まで、この街は固有の市長、行政府、教会を有していた。市民は、厚さ 2 m、高さはところによって 8 - 10 m の、地元で産する玄武岩製の市壁で、この新しい街を取り囲んだ。15本の塔が街の護りを固めていた。オーバーシュタットには3つ、ウンターシュタットには1つの市門が設けられていた。2つの街は、現在も遺るノイエ門で互いに直接結ばれていた。1346年から1349年まで、ホムベルクではペストが猛威を振るった。

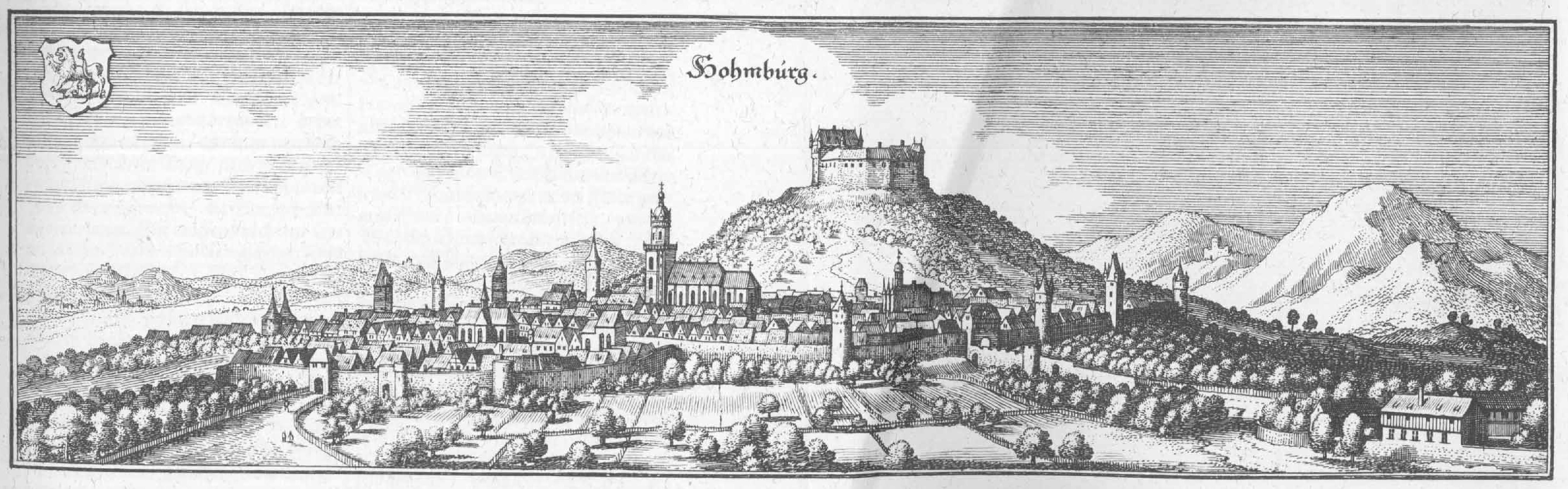
1655年に出版されたマテウス・メーリアンの銅版画に描かれたホムベルク

ホムベルクは商業・手工業都市として繁栄したが、羊毛の取引や加工業が方伯領内最大の羊毛取引都市への発展の礎であった。1345年の靴職人と革なめし工の、1404年の樽作り職人と車大工の、さらに1428年のリンネル織り職人のツンフト規約文書が、ホムベルクにおけるツンフトの重要性を証明している。その豊かさは、1340年に行われた聖マリエン市教会建設のための定礎式にも表されている。1318年と1356年にこの街は、火災により灰燼に帰した。1372年にはフライハイトの街が焼失した。領邦内各地から参集するのに都合の良い位置にあることから、1508年、1509年、1514年、1518年の領邦議会はホムベルクの市教会で開催された。ヘッセン方伯フィリップ1世が招集し、1526年10月20日から22日まで開催されたホムベルク教会会議が、この街の歴史の絶頂期であった。この街の添え名である「ヘッセンの宗教改革都市」は、ヘッセン方伯領内の宗教改革を決定した、この歴史的会議に由来する。1572年に再びホムベルクで領邦会議が開催された。
この街はその後何度も火災にあった。三十年戦争では、1638年と1640年にホムベルクの城と街はわずかな家屋を残すだけになるまで徹底的に破壊された。城は廃墟となった。
1738年から1831年までホムベルクは、ヴァレンシュタイン女子修道院の所領であった。1807年にフランスの主権下にホムベルク小郡が設けられた。1809年、ヴィルヘルム・デルンベルクの指導下で、ジェローム・ボナパルトに対する抵抗運動がホムベルクで起こった。1814年にはアムト・ホムベルク（アムトは地方行政単位）が設けられ、このアムトから1821年にホムベルク郡およびホムベルク法務局が成立した。ヘッセン＝カッセル選帝侯領の併合後、1867年にホムベルクは郡行政と区裁判所の所在地となった。1932年にホムベルク郡とフリッツラー郡とが合併してフリッツラー＝ホムベルク郡が成立し、ホムベルクは郡庁所在地の地位を喪失した。1974年のヘッセン州の地域・行政改革に伴って、ホムベルクは新たに設けられたシュヴァルム＝エーダー郡の郡庁所在地となった。2006年にホムベルクは都市権獲得 775年祭を祝った。2年後に州祭「ヘッセンの日」がホムベルクで開催された。このドイツ最大の州祭には約 81万人の来客があった。しかし、「ヘッセンの日」はこの街に約 300万ユーロの赤字をもたらした。

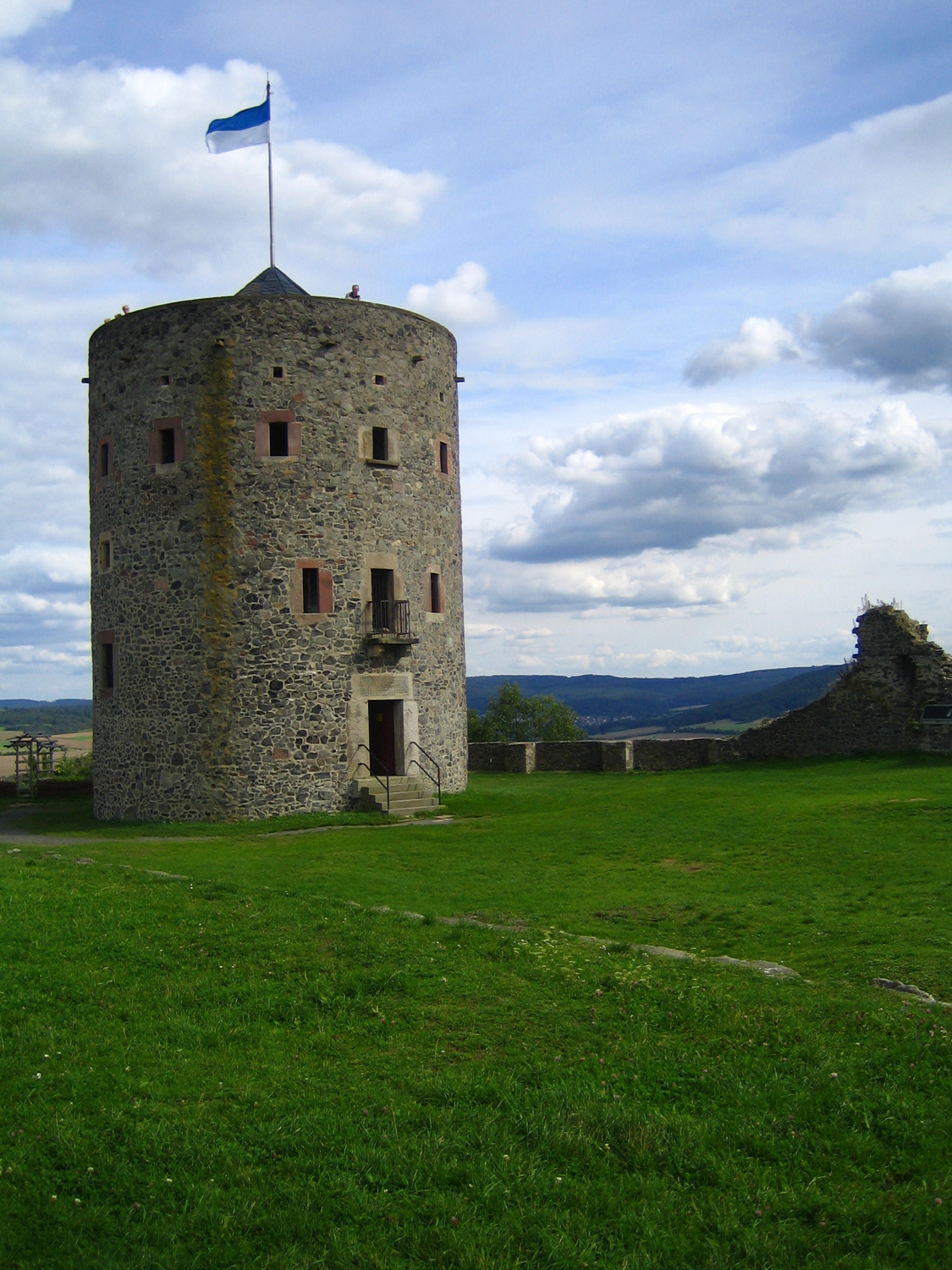
ホーエンブルク城趾

### 城の歴史
ホムベルクは、フリッツラーからホムベルクを経由してヘルスフェルトに至る街道と、ランゲ・ヘッセンの2つの重要な歴史的交易路が交差する重要な地点に位置している。エフツェ川河畔に位置する円錐形の玄武岩の山であるシュロスベルクは、その位置により戦略的に重要な地点であった。
かつてのホーエンブルク城（またはホムベルク城とも呼ばれる）はおそらく、1190年より以前にホーエンベルク家（またはホムベルク家）の一員によって建設されたと考えられている。1162年に Rentwich de Hohenberc として最初の記録が遺る ホーエンベルク家 (Hohenberug または Hohenberc) は1427年にジモン・フォン・ホーエンベルクの死によって断絶した。1190年頃には方伯の城として記録されている。この城は方伯の行政府の所在地であった。この城は、街と一体となっていた。
1508年にヘッセン方伯の弟であるケルン大司教ヘルマン4世がこの城を獲得し、豪華な城に改築した。その経緯を記した銅板が城の発掘作業により発見され、ホムベルク市立郷土博物館に展示されている。この銅板は優れた彫金術で加工されており、大司教と方伯の紋章で飾られている。
モーリッツ方伯は1605年から1613年までに 25,000グルデンを費やして城内の井戸を掘らせた。この井戸は深さが 150 m あり、ドイツで最も深い井戸の一つである。当時のグルデン金貨の純金含量 (0.245 g) から換算すると、合計 6 kg を超える出費であった。三十年戦争中、ヘッセン＝カッセル方伯は1631年まで中立の立場を守った。この戦争は、1634年からはヘッセンにも及んだ。1636年7月16日、ホムベルク市は皇帝軍に占領された。しかし、13,000人の兵力を用いたゲッツ将軍による城の包囲戦は、成功しなかった。1636年8月3日に再び包囲され、水不足から城と市は降伏した。城は、わずかに遺った建物まで焼き払われた。ラーベンハウプトは1648年1月28日から30日まで城を包囲し、これをヘッセン＝カッセル方伯側に奪回することに成功した。1648年2月9日に再び降伏した。ひどく損傷した城は時代と共に崩壊していった。その一部は、やはりひどく損傷した街の再建のための石切場として利用され、現在も街の様々な箇所でかつての城の石材が転用されているのを見ることができる。

### 都市計画
他の多くのドイツの都市と同様、ホムベルクはホーエンシュタウフェン朝時代（1138年 - 1254年）の都市計画に上に築かれている。一見しただけでは解らないものの、様々な箇所でこの時代に特徴的な都市計画の跡を見ることができる。ホムベルクは、1231年に最初の記録が遺るアルトシュタット（旧市街）とフライハイトからなる二重都市であった。フライハイトは、1356年に建設され、1536年にアルトシュタットに合併するまで独立した都市であった。アルトシュタット自体は3つの区画からなる。都市図を見ると、3つの街道がかつての市門、ヴェストハイマー門、オーバートーア（上の門）、ホルツホイザー門を通って市内に通じていることが解る。
街の中心地で、これらの街道の交わる点がマルクト広場である。この広場に面して聖マリエン教会がそびえている。ここはかつて市の墓地によって囲まれていた。街の中に規則的な計画性は見られない。しかし、注意深く観察すると、他の中世都市と共通のものが、この街には散見される。中世の都市計画者は、市街地の道路を入念に曲げ、すべての通りの交差点をずらしている。特に、ウンターガッセのように湾曲した通りには美的な魅力がある。通りを湾曲させることで視界を制限し、通りの端は向こう側に建物が見える丁字路としている。ウンターガッセの場合、エンテンガッセとウンターガッセとの角に建つ旧ブルワリーがこれにあたる。ウンターガッセのオリジナルの景観は街の改修の際に失われた。現在では、家屋の配置や街の概要でそれと分かるだけである。
同様の効果は、都市計画者が側道をずらし、非直線的にメインストリートに接続させたことによっても得られている。こうした巧みな計画により、通りの見通しは悪くなる。街の見通しを回避する別の方法は、個別の家屋や通りの一部を通りの軸からずらすことによっても得られる。こうした都市計画の仕掛けはオベーレ・ヴェストハイマー通り付近で極めて明瞭に見ることができる。ウンテーレ・ヴェストハイマー通りにも同様の設計がなされていたが、時代と共に姿を消した。

## 行政

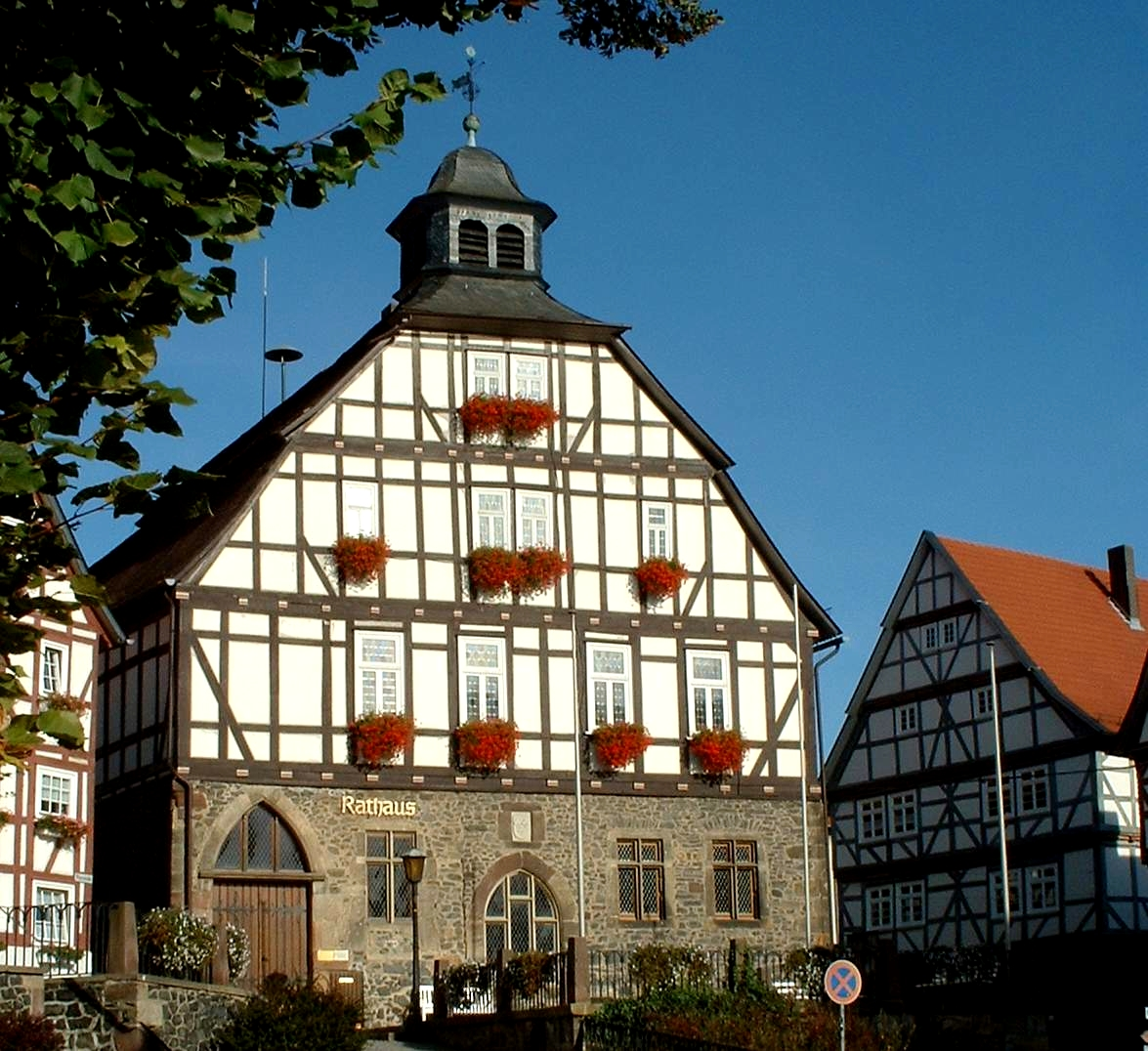
ホムベルク (エフツェ) の市庁舎

### 市議会
ホムベルク (エフツェ) の市議会は、37議席からなる。

### 首長
2014年6月15日の選挙で無所属のニコ・リッツは、63.3 % の票を獲得して対立候補のマルクス・オピッツ (FW) を破った。この時の投票率は、49.6 % であった。

### 姉妹都市
ホムベルクは以下の都市と姉妹都市協定を締結している。
- ストリン（ベラルーシ、ブレスト州）1992年10月
- ブリッジウォーター（イギリス、サマセット）

また、フレンヌ（フランス、ヴァル＝ド＝マルヌ県）と、2008年6月から友好都市協定を締結している。

## 文化と見所

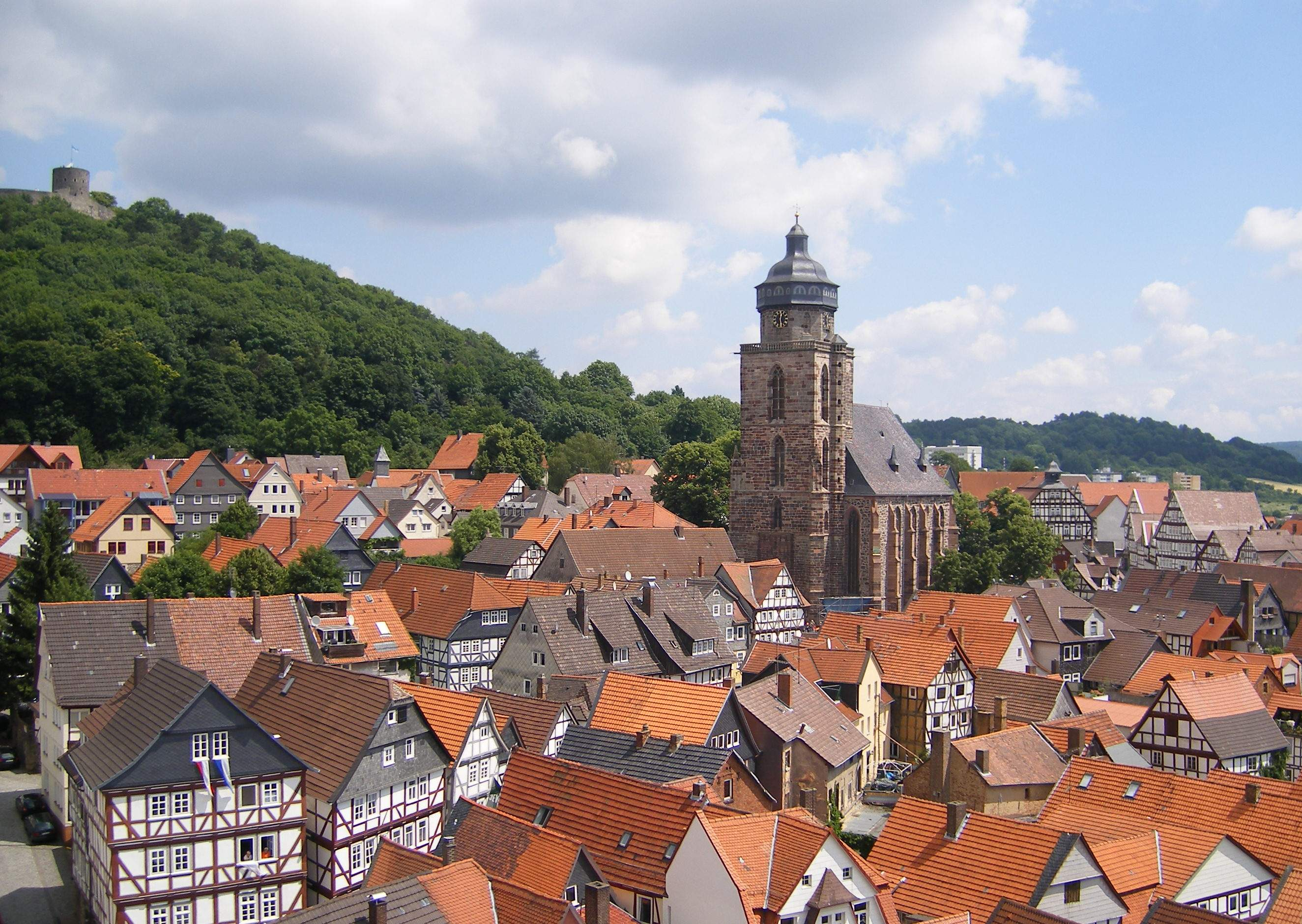
ホムベルクの旧市街

ホムベルクは、数多くの歴史的建造物が現在まで保存された中世風の中核市区を有する数少ない都市の一つである。1655年のヘッセン地誌に収められたマテウス・メーリアンの銅版画「Ansicht von Homberg/Efze」（歴史の項に表示）は当時の街の姿を描いている。ここに描かれた建物の多くが現在も遺されている。市壁の外側に人が住み始めるのは19世紀末になってからである。
2004年から2007年まで、旧市街は大規模な改修が行われた。マルクト広場は歩行者専用区域となった。
ホムベルクを、ドイツ・メルヘン街道が通っている。

### 古い絵画に描かれたホムベルク
- 1391年頃のホムベルク
- 1605年
- 1648年のホムブルク城の包囲戦
- ホムベルクの画像に、Homburg an der hohe （ヘッセン州南部の街）とミスプリントされた失敗作。
- エフツェ川の草地から見た1830年頃のホムベルク
- 1831年頃のマルクト広場
- 1850年頃のホムベルク

### 建築

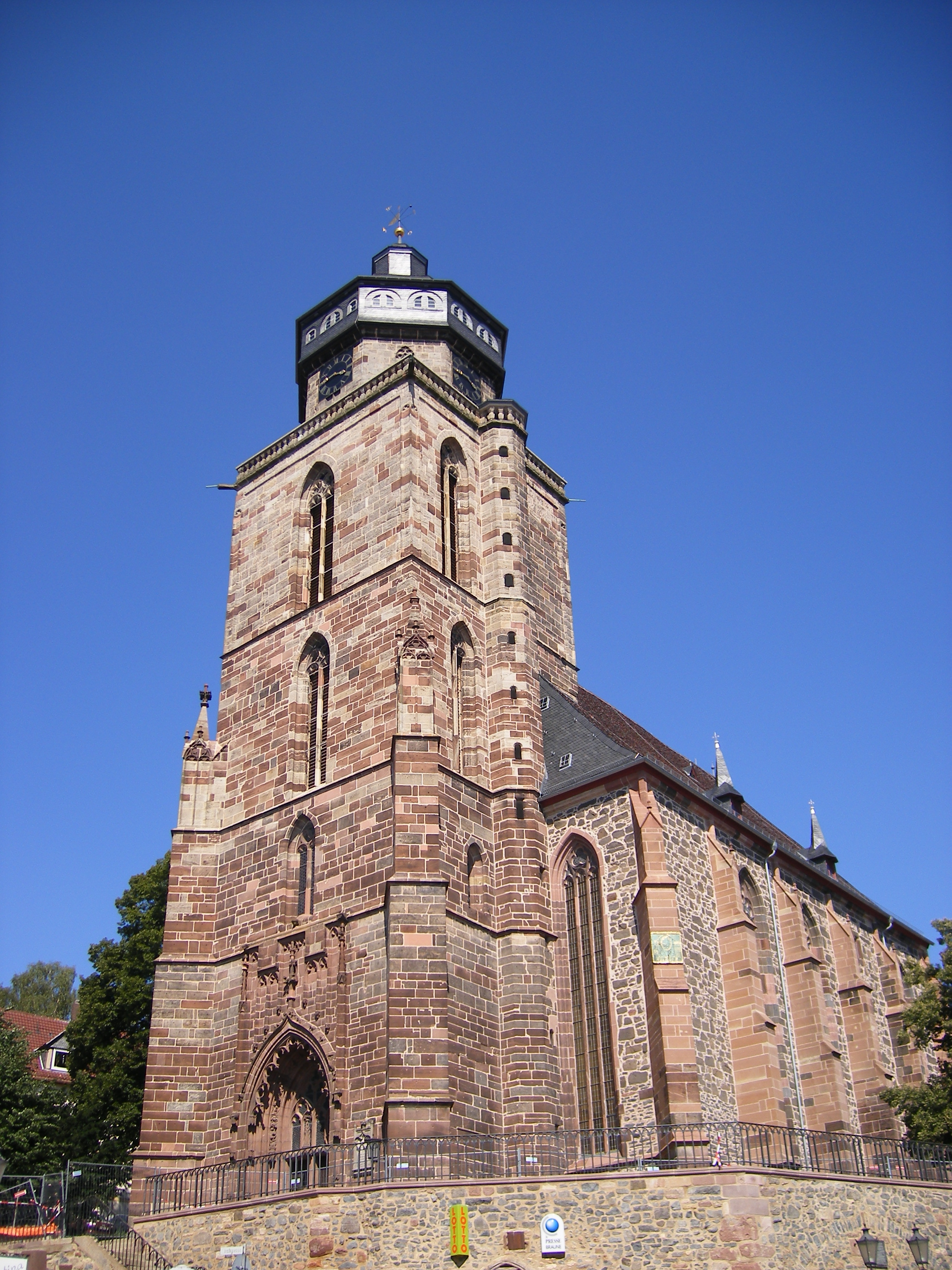
聖マリエン教会

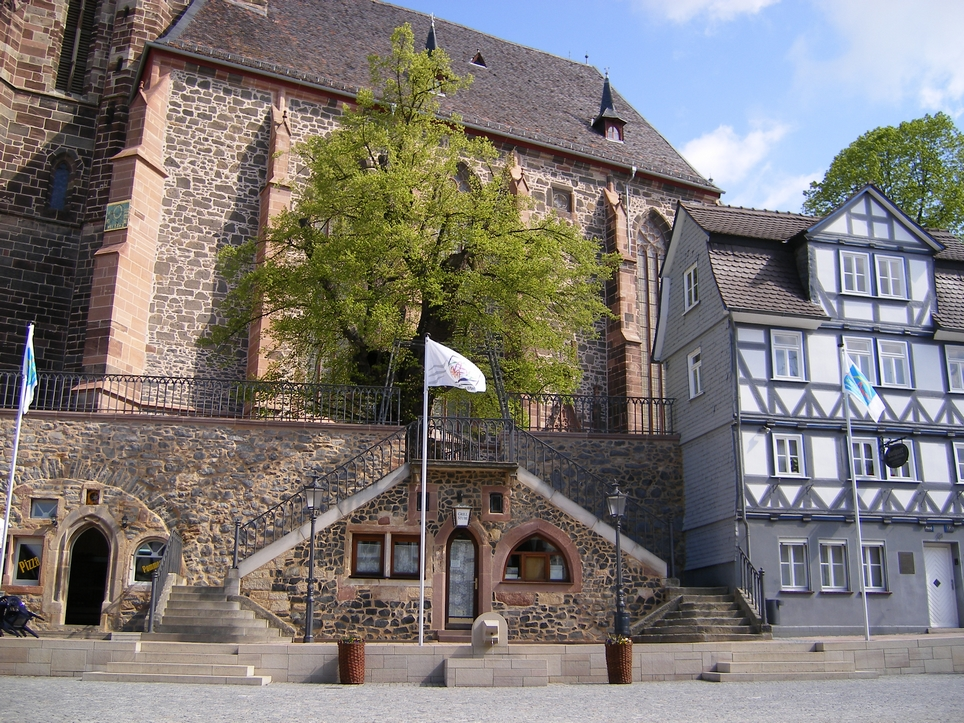
マルクト広場から見た聖マリエン教会とキルヒホーフリンデ、その下の石壁に開けた穴に入居している店舗が「シルン」

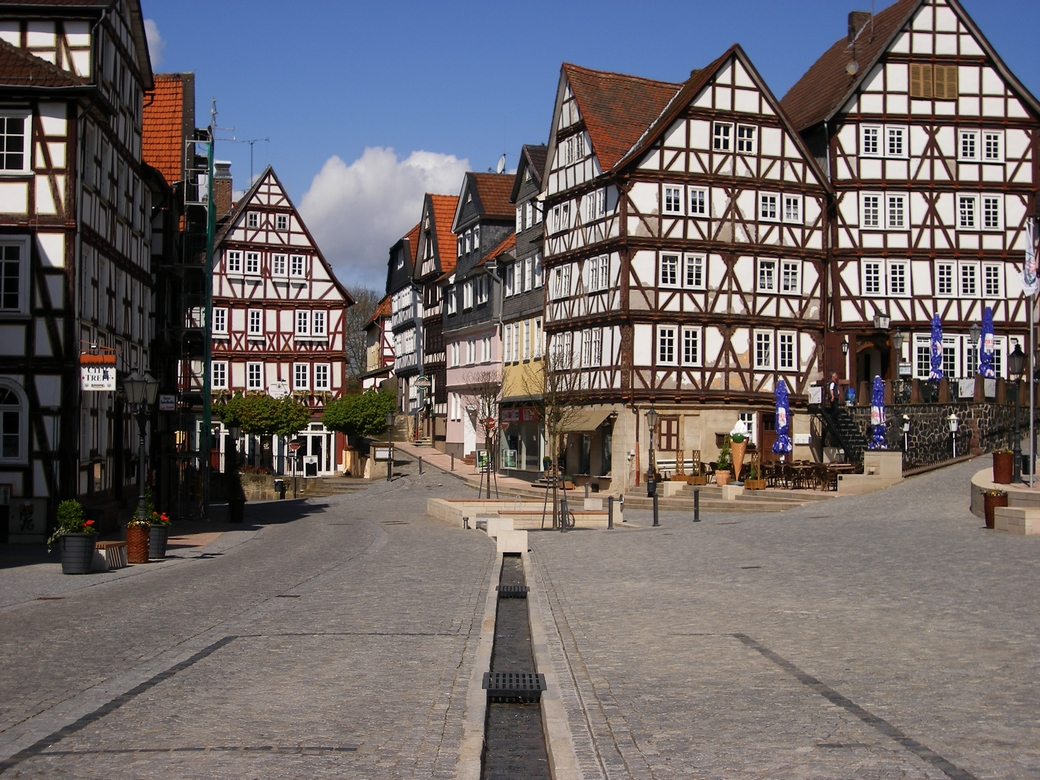
マルクト広場を囲む木組み建築群。右から2軒目の角の建物がレーヴェンハウス

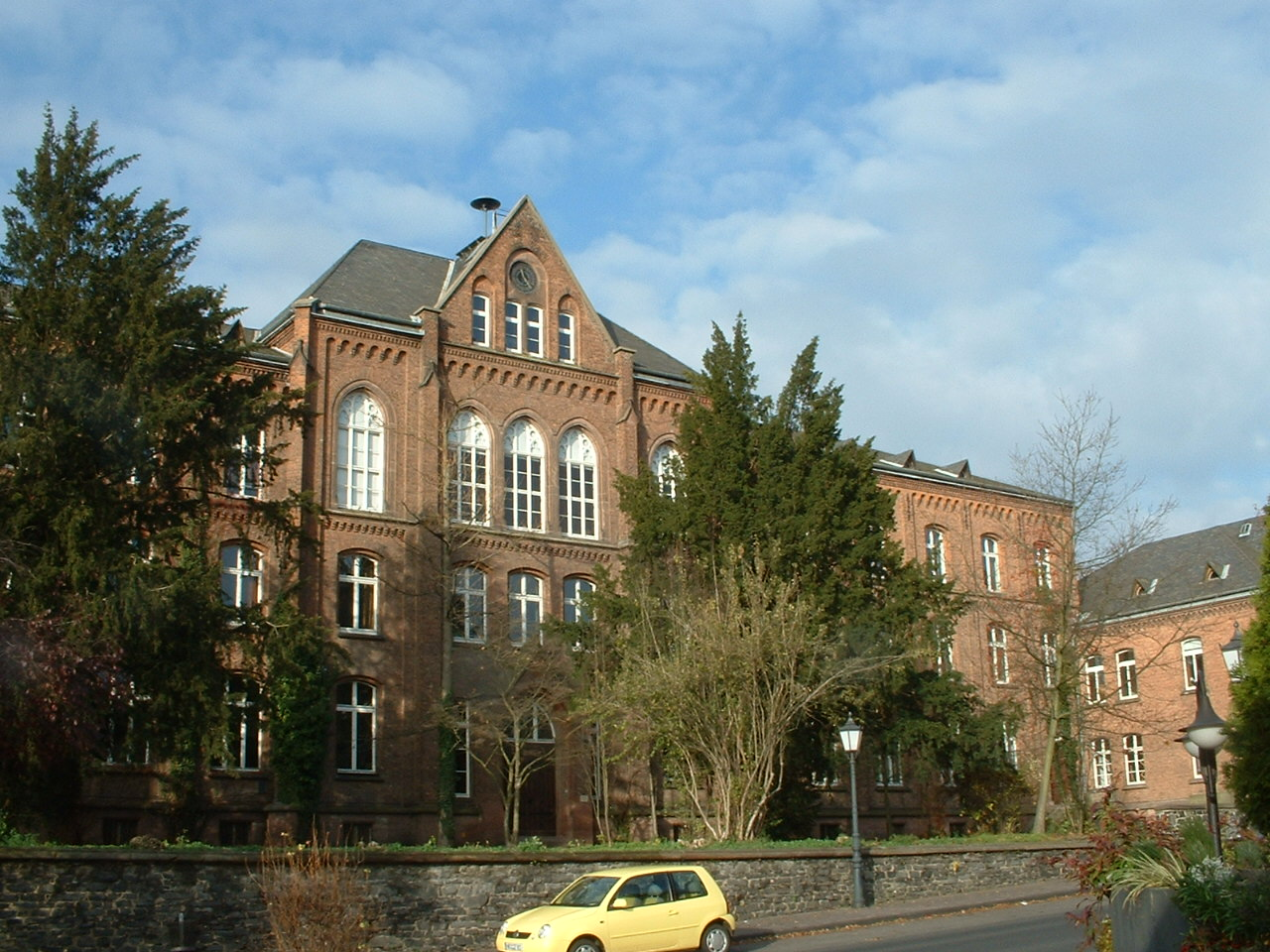
旧教員養成所（現テオドール・ホイス・シューレ）

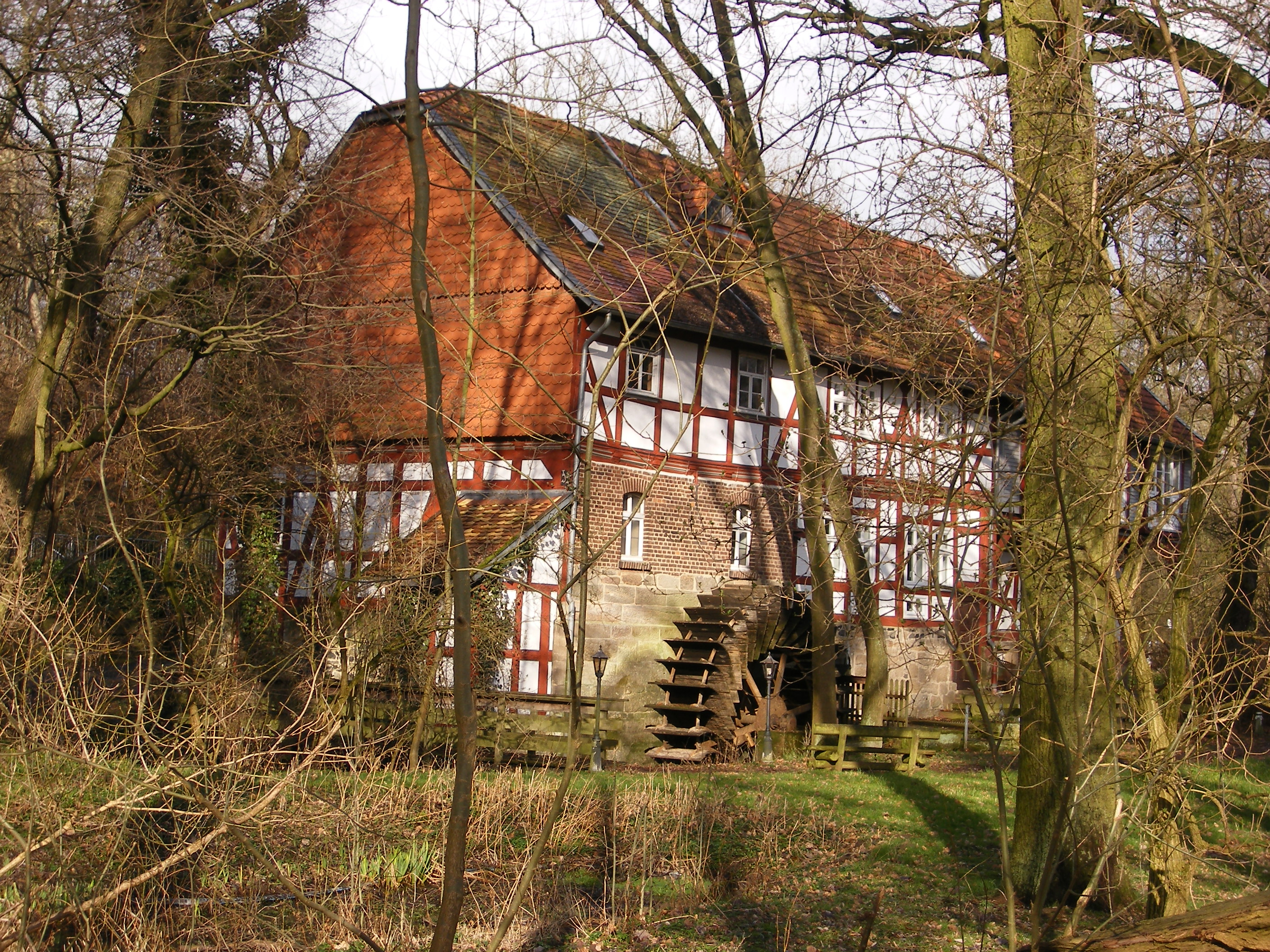
ホーレバッハ・ミューレ

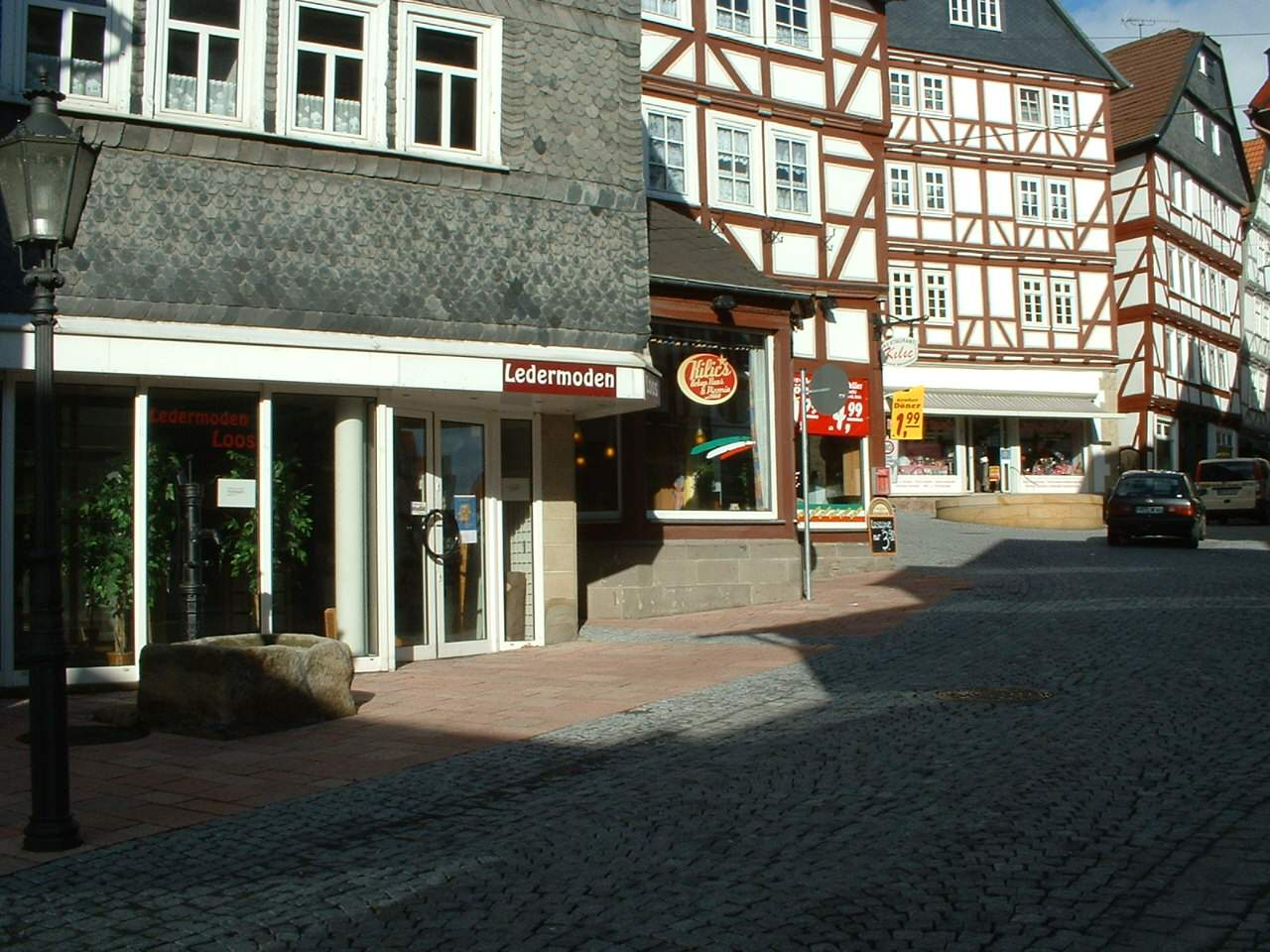
ヴェストハイマー通りの修復された泉と貯水槽

- 聖マリエン市教会: ホムベルクの市教会である聖マリエン教会は13世紀に建造された、ヘッセンのプロテスタント組織の中でも特に重要な建造物の一つである。1526年、フィリップ1世は教会会議をホムベルクに招集し、この教会で会議が行われ、ヘッセン方伯領に宗教改革が行われることとなった。このため、北ヘッセンで最も重要なものの一つであるこのゴシック建築文化財は「ヘッセンの宗教改革教会」と呼ばれる。
- 都市防衛施設: ホムベルクの都市施設は、2つの分離された、しかしほぼ完全に維持された都市防衛施設で囲まれていた。全長1800 m の市壁が旧市街を囲んでいた。高さは 6 - 8 m、厚さは様々だったが平均で 2 m あった。旧市街には、ヴェストハイマー門、ホルツホイザー門、オアーバートーア（上の門）の3つの門が設けられていた。この他の施設としては、7つの見張り塔、火薬塔、ティーフェン塔、その基礎の上にデルンベルク・テンペルという園亭が築かれた旧ベヒテン塔などが設けられた。この建物は、1809年にヴィルヘルム・フォン・デルンベルクをはじめとする反ジェローム・ボナパルト反乱軍の拠点として利用された。郷土博物館に保管されている史料には、火薬塔とヴェストハイム塔との間にもう一つ塔があったことが記されている。しかし、この史料にはその名前は記されていない。城と接続する門が、いわゆるプフェルチェンで、復元されている。さらに防衛のために掘りも巡らされていた。2005年7月18日の発掘作業でヴェストハイマー楼門の基礎壁が発掘された。玄武岩の基礎の上に滑らかに削られた砂岩や凝灰岩がしっかりと積み上げられていた。この基礎壁の大きさから大規模な建造物が推測されている。
- キルヒホーフリンデ（教会の庭の菩提樹）: 教会の前に樹齢730年を超える菩提樹がある。マルクト広場の高みに建つ教会とこの菩提樹は、絵画的なアンサンブルを形成している。郷土の詩人ハインリヒ・ルッペルは、この木の保全に対する寄附に感謝し、「Die Kirchhofslinde in Homberg（ホムベルクの教会の菩提樹）」という詩をこの木に捧げている。エーリヒ・カイザーも、その著作の中にしばしばこの木を登場させている。この木は、その樹齢とシルンの上という立地から、ドイツの歴史的樹木に指定されており、重要な扱いを受けている。
- シルネン、メーベルヴァーゲンとキルヒホーフリンデの下の家: 「シルン」という名前は、その立地の歴史に由来する。キルヒホーフの下の8つのシルンには中世に設けられた売店（肉屋、パン屋、簡易食堂）があった。その砂岩製の玄関は、ホーエンブルク城のもので、城が破壊された後に石材として転用されたものであると推測されている。1820年代の初めに使われ始めたいわゆるベッカーシルンの場所には、特徴的な建物が建てられ、ホムベルクの住民に「メーベルヴァーゲン」と呼ばれている。教会への階段のすぐ近くにあるこの建物は、1719年にかつての簡易食堂の廃墟跡に造られたものである。
- 市庁舎: 市庁舎は、三十年戦争で破壊された15世紀建造の建物の基礎壁上に1704年に建設された。七年戦争後に塔が建設され、1767年に風向計が取り付けられた。オーバートーア通りに至る階段に面したゴシック様式の入口の脇に「ホムベルガー・エレ」がある。これは中世の長さの計測単位を示す尺で、 57.4 cm である。この単位はテューリンゲン地方まで使われた。オーバートーア通りに面してシュタットケラー（市のワイン庫）の入口がある。1991年に市庁舎の塔の中にグロッケンシュピール（鐘）が設置された。この鐘は、12:30頃と夕方17:45頃に鳴らされる。通常は「Kein schöner Land」が、クリスマスシーズンには「Süßer die Glocken nie klingen」が奏でられる。この鐘の設置を主導したのが、当時の市長ホルスト・グンケルで、その費用は寄附によって賄われた。市庁舎前のジンベルシャンツェは1875年に改築された。この名前は同年に新設された税に由来する。
- エンゲル・アポテーケ（天使薬局）: 1668年にマルクト広場に面した廃墟に造られた大規模な木組み建築で、1701年から薬局として使われている。
- フュンフフェンスター・ハウス（5枚の窓がある家）: 19世紀初めに窓税が課されるようになった。このため、各階の窓の数は5枚に制限された。
- クローネ: 1480年に建設された木組み建築で、1721年から旅館として使われた。特徴的な梁と屋根の構造や、張り出し部は16世紀に改築されたものである。
- ルートヴィヒ・モールの生家: マルクト広場の南側に面している。デルンベルクの抵抗運動をテーマとした小説「Rot-Weiß（赤と白）」の作家である。
- ヴァイサー・ホーフ: ルネサンス様式の木組み建築。特徴はアンドレアス十字の装飾である。
- レーヴェンハウス（獅子の家）: 1617年建造。杖と蛇および獅子の頭、さらに「L.A.1664」の銘がある紋章石を持つ。ルネサンス様式の玄関は一見の価値がある。
- 旧学校またはオプファーマンハウス、兵舎: 1750年にオプファーマン（教会の聖具係）の家として教会の隣に建てられた。この建物は市の学校としても使われた。その隣のゴシック建築は、かつてヘッセン選帝侯国軍の狙撃大隊の兵舎として使われていた。
- ホーホツァイトハウス: 1552年建造。旧市庁舎が焼失した後、新市庁舎として使われていた。後に牧師館、学校、行政庁舎として利用され、1952年からはホムベルク市立郷土博物館となっている。
- バウムバッハ邸: 1543年に貴族のバウムバッハ家の邸宅として建設された。1840年から1850年まで聾唖者のための施設に賃貸しされ、1873年からルター派の教会組織の所有になった。
- ビショフ邸: 羊毛商人ビショフ家の居館として三十年戦争後に建設された。ルネサンス様式の張り出し部や、ビショフ家の家紋（司教杖）とその妻の実家シェッファー家の家紋（三本の脚）が付けられている。
- クリュッペル邸: 1891年までホムベルガー郡の郡役場であった。ビショフ通り側にかつての隣家の地下倉庫入り口にあった砂岩製の像がある。
- 旧ビール製造所: ウンターガッセとエンテンガッセとの角にあるビール醸造所については、市の史料に様々な表記がなされている。1665年に、泉の傍に小さなビール醸造所が造られた。その後、新しいビール醸造所が造られて、1730年から元の醸造所は「古い」または「下の」ビール醸造所と表記されている。1676年にこの建物は焼失した。1869年の営業自由化によりホムベルクのビール醸造権の合法性は失われた。市はこの醸造所を職人のツィッケンドラートに譲渡し、彼は15年間ビールの製造を続けた。他の所有者として、車製造業者のヴィルヘルム・ウルリヒの名が挙げられる。この建物は1918年に運送業者のアウベルに譲渡され、現在の形の住居に改築された。
- 旧墓地市立公園: 1580年から設けられた墓地は、見応えのある現在歴史的な墓標を有する公園施設となっている。墓標はホムベルク市民のもので、中にはユリウス・ローデ、ヴィンター市長、ヴィルヘルム・フォルクマール教授のものもある。女子修道院長マリアンネ・フライイン・フォン・ウント・ツー・シュタインやシャルロッテ・フォン・ギルザ、さらには1809年にヴィルヘルム・フォン・デルンベルクが率いる反ジェローム・ボナパルト抵抗運動を事実上準備した治安裁判所判事マルティンらの墓所もある。2010年1月27日にそれまでの「旧墓地」は「市立公園 ― 旧墓地」と改称された。
- クリストゥス・エフェタ教会: 1957年完成。設計の基本は円形で、その中心に祭壇が配されている。アプスの上には3段の丸屋根がある。表側の12枚の窓には12使徒が描かれ、塔は 30 m の高さがある。ゲールハルト・デヒャントによるモザイクは、キリストが2人の聾唖の子供を治癒している。4声の銅鐘は1961年製で音は f'-g'-b'-c" である。
- 旧教員養成所: ビンデヴェクの下にプロイセン政府は1879年に新たに王立教員養成所が設けられた。この養成教育機関は、それ以前44年間フライハイトの旧教員養成所にあった。赤いレンガ造りのこの建物は大規模な構造で、この種のものとしては当時のプロイセン内で最も近代的な建造物であった。この建物は広い中央棟を持ち、その中に教室、専門室、講堂や事務室が入っていた。突き出した側廊には校長や多くの教員が住んでいた。この教員養成所は1925年に廃止された。その後この建物はまず建築学校として利用された。現在、この建築群はテオドール・ホイス・シューレ（学校）が用いている。
- フライハイト: 1356年に方伯ハインリヒ2世によって建設された市区である。旧市街とは市壁で分離されており、独自の市長、市役所、教会、防衛施設を有していた。この独立した状態は1536年に終わった。
- ノイエトーア（新門）: 1536年にホムベルク旧市街と、新たに市区となったフライハイトとの間をつなぐために設けられた通り抜け用の門である。
- ヴァレンシュタインの修道院建築: 1550年頃に建立され、1616年から城館となった。ヴァレンシュタイン女子修道院は、ヴァレンシュタイン男爵令嬢として生まれたマリア・アマーリア・フォン・シュリッツ男爵夫人（通称: ゲルツ）によって創設された。彼女は遺言で、金銭とホムベルクの居館を修道院に寄贈した。ヘッセン方伯令嬢やプロテスタント貴族の未亡人は、ヘッセン政府の審査の後ここに受け容れられ、ホムベルクにその居場所を得た。皇帝のフランツ1世はこの修道院を公式に認めた。初代大修道院長ヘンリエッテ・ゾフィー・クリスティーネ・ラウ・フォム・ウント・ツーム・シュタインで、1823年8月16日から1831年11月7日までこの職にあった。ハインリヒ・フリードリヒ・カール・フォム・シュタインは1801年12月29日から1804年11月にプロイセンの大臣に指名されるまでこの修道院の監督官を務めた。ナポレオン統治時代、この修道院は財産と収入源を剥奪された。この修道院がデルンベルクの反乱に関与したというのが、その口実であった。修道女と親交のあるヴィルヘルム・フォン・デルンベルクがこの修道院に出入りしていたというのである。修道女フォン・ギルザは1809年に無罪判決を得るまで拘留された。監督官のフォン・シュタインはパリに連行され、1810年にライプツィヒ、ディーツを経てホムベルクに帰還した。修道院は1814年3月15日になってやっと選帝侯ヴィルヘルム1世によって原状回復がなされ、その財産は可能な限り修道院に返還された。1832年、この修道院はフルダに移転した。 ここでは、修道女の空間上の要求に適合したハルシュタル家のブーゼック館を買い上げた。かつての独立したヴァレンシュタイン修道院は1992年にアルトヘッセン騎士領と融合した。修道院がフルダに移転した後この建物は、教員養成学校の教師の住居として使われた。
- 聖霊病院: 1368年に聖職者ハインリヒ・ビショフが貧者や病人のために創設した。旧館は新館から分離され、2007年12月に解体されて、完全に建て替えられた。保存された建物には、下のギャラリーに示す銘板が遺されている。
- ゴシック・ハウス: ホムベルクで最も古い住居で、1425年頃に建設された。
- ホルツホイザー通りとヴェーバーガッセとの角の家: 16世紀の家屋で、ヴェーバーガッセ側の内壁に剣を持った天使の砂岩像がある。この像は旧区裁判所のものである。
- オーバートーア沿いのバウムバッハ邸: 入口の上に半月と2つの星からなる家紋が掲げられている。バロック様式の入口はオリジナルだが、地階は19世紀に改築されている。
- 風車: 旧ホルツハウザー門前のかつての防衛施設
- 市立ホール: 1909年から1911年にレストラン・シュタットパルクとして建設された。数十年後改築され、1991年からは市立ホールとして利用されている。この建物はヘッセン文化財保護賞を受賞した。ユーゲントシュティール様式の建物は見る価値がある。
- ヘルマン・シャフト・シューレ: 聾唖者のための学校。1912年に完成し、現在も校舎として使われている。
- ホーレバッハ・ミューレ（水車）: 1415年に初めて文献に登場し、1992年に修復された。ホーレバッハ・ミューレは他の水車と共にベトリープスグラーベン（業務用の水路）に面している。駆動装置は1901年に新造された直径 4.80 m、幅 1.10 m のツッピンガー水車である。利用可能な出力は 8.5 馬力 = 6.25 kW である。この水車は、1980年代末の修復時に取り替えられた。ローラー式粉砕器、挽き臼、洗濯機、裁断機が駆動していた。1856年8月18日に上限水位を示す標柱が設けられた。水力は3基の下方射水式水車で利用されており、2基の粉砕器と1基のオートハンマーが稼働している。この水車が利用している水の降水域は 87 km2 に及ぶ。業務用水路のうち上の水路は 550 m、下の水路は 280 m の長さがある。ホーレバッハ・ミューレは粉挽き用としては停止している。
- 中世後期の付属建造物: これは中世後期に建てられ、農業や産業に利用されていた付属建造物である。プファル通りとベルク通りの間の小径にあり、切妻をベルク通りに向けている。建物全体の構造は、年輪年代学研究は行われていないが、15世紀後半とされている。同様の建造物はマールブルクにもあったが解体された。この建物は倉庫として使われていた。1階は後に追加された内壁で2つのスペースに分割されている。上階と天井階には仕切り壁はない。この建物の修復は2008年に始まった。
- 泉と貯水槽: ヴェストハイマー通りの改修工事の際、2006年に長らく失われていた歴史的な上水道施設が2箇所発見され、復元された。一方は「ラート・ブルンネン」として知られている。もう一方はベーゼンマルクトの貯水槽で、復元されている。
- 聖ヴェンデル: 1274年に市の南、シュミュッケベルクの麓に建設された。礼拝堂と水車を有する特別療養施設である。1652年に最後のハンセン病患者が記録されている。その後、この建物は伝染病者隔離施設や浮浪者の収容所として利用された。老朽化した建物群は1786年に取り壊された。ハンセン病患者収容施設網は計68の集落に71の収容所と現在のヘッセンと同じレベルの密度があった。
- 芸術作品: 2005年5月19日にヴァル通り沿いにクリスティーナ・フィアントとエルンスト・グロースの共同作品が設置された。『Stelzengänger（竹馬に乗って歩く人）』は、ホムベルク市と動力電気購買組合 (KBG) の委嘱作品である。6 m を超える高さの竹馬上の彫刻像は、ヴァル通り沿いの市壁の上から興味深そうに街を覗き込んでいる。この作品は旅行客や、自動車でホムベルクを通りかかった人々の好奇心を刺激し、壁の向こうの街を覗いてみるように誘っているのである。この芸術家は、公園の高みにあるシュヴァルム＝エーダー郡の郡庁舎前にある作品『Der Alte Friedhof（古い墓地）』やホムベルク市立ホールの向かい側にある『Heckengucker』を創作している。

- 火薬塔
- デルンベルク・テンペル
- プフェルチェン
- ヴェストハイマー門の発掘された遺構
- エンゲル・アポテーケ
- クローネ
- オプファーマンハウスと兵舎
- ホーホツァイトハウス
- 旧バウムバッハ邸
- ビショフ邸
- 旧ビール醸造所
- クリストゥス・エフェタ教会
- 市立ホール
- Stelzengänger
- Der Alte Friedhof
- Heckengucker

### スポーツ
ホムベルクのスポーツ面での看板は、ホムベルガーTS 卓球部門の第1女子チームである。このクラブはドイツの卓球クラブの中でも安定的に大規模なクラブの一つである。卓球ブンデスリーガ女子2部に後退した後、2009/10年シーズンはオーバーリーガでプレイした。このクラブが優勝した最も大きな大会は、2006年3月31日に決勝が行われたヨーロッパ ETTUカップ (ETTU = European Table Tennis Union) である。この時の選手は、Wenling Tan Monfardini、Zhenqi Barthel、Yin Naで、決勝の相手は 3Bベルリンであった。Zhenqi Barthel は、2006年にミンデンで開催された第74回ドイツ・チャンピオン大会で優勝した。さらにジュニアチャンピオンであったパトリック・バウムと組んだ混合ダブルスでも勝利した。女子ダブルスでは Desirée Czajkowski と組んで 3位を獲得した。
ホムベルクは。広域遊歩道ヘッセンヴェク2号線の一部であるレーヴェンヴェク、ヤーコプスヴェク（ヤコブの巡礼路 = サンティアゴ・デ・コンポステーラへの巡礼路）の一部であるランゲ・ヘッセンに面しており、バート・ヘルスフェルトに至るヘーエンヴァンダーヴェクの出発点でもある。

## 経済と社会資本
ホムベルクには、JYSK (Dänischen Bettenlager) のセンターをはじめ、いくつかの流通企業が拠点を置いている。CTL ロジスティクス、ロイター・シュペディツィオーンあるいは S.t.a.R.ロジスティックといった運送会社が産業地区に参入している。エーリング社は、やはり産業地区で子供用家具を製作している。AKH社 (Antriebstechnik KATT Hessen GmbH) は、特殊電気モーターのメーカーである。

### メディア
Hessische/Niedersächsische Allgemeine（ヘッシシェ/ニーダーザクジシェ・アルゲマイネ）は、ホムベルクで刊行されている地方面を持つ唯一の日刊紙である。広報紙 Homberg aktuell（ホムベルク・アクトュル）は、週刊で、ホムベルクの全戸に配布されている。

### 交通
ホムベルクは、バート・シュヴァルバッハ、ノルトホルン、キュンツェルスアウ、ジンメルン/フンスリュックとともに、ドイツで 5都市だけの定期的な鉄道の運行がなされていない郡庁所在地の 1つである。カノーネン鉄道の一部であったライネフェルデ＝トライザ線がホムベルクを通っていた。トライザ - ホムベルク間の鉄道施設は残っているが、旅客営業は1981年に、貨物営業は2002年に廃止された。
ホムベルクは北ヘッセン交通連盟に加盟している。
この街は連邦道 B254号線沿いに位置しており、この道路から連邦道 B323号線が分岐する。後者は、ホムベルクと、隣町のクニュルヴァルトに位置するアウトバーン A7号線のホムベルク (エフツェ)・インターチェンジとを結んでいる。

## 人物

### 出身者
- ムティアヌス・ルーフス（1470年 - 1526年）人文主義者
- ハンス・シュターデン（1525年頃 - 1576年）ランツクネヒト
- マックス・ホフマン（1869年 - 1927年）第一次世界大戦中のドイツの参謀将校
- ハインツ・ヨスト（1904年 - 1964年）ナチス・ドイツ親衛隊少将
- ギュンター・アーベル（1947年 - ）哲学者
- フェリシタス・ヴォル（1980年 - ）女優

### ゆかりの人物
- アウグスト・フリードリヒ・クリスティアン・フィルマー（1800年 - 1868年）保守的ルター派神学者
- ヴィルヘルム・フォルクマー（1812年 - 1887年）オルガン奏者、音楽教師、作曲家
- マティアス・ライム（1957年 - ）ポップシンガー

## 引用
1. ↑  Hessisches Statistisches Landesamt: Bevölkerung in Hessen am 31.12.2023 (Landkreise, kreisfreie Städte und Gemeinden, Einwohnerzahlen auf Grundlage des Zensus 2011)]
2. ↑  Max Mangold, ed (2005). Duden, Aussprachewörterbuch (6 ed.). Dudenverl. p. 408. ISBN 978-3-411-04066-7
3. ↑  Homberg Efze aktuell, Jahrgang 18, 26. März 2009
4. ↑  ヘッセン州統計局: 2011年3月27日のホムベルク (エフツェ) の市議会議員選挙結果（2015年6月2日 閲覧）
5. ↑  ヘッセン州統計局: 2014年6月15日のホムベルク (エフツェ) の市長選挙の結果 （2015年6月2日 閲覧）